# Андраде дос Сантос, Эденилсон
Эдени́лсон, полное имя Эдени́лсон Андра́де дос Са́нтос (порт.-браз. Edenílson Andrade dos Santos; 18 декабря 1989, Порту-Алегри) — бразильский футболист, полузащитник клуба «Интернасьонал».

## Биография
Эденилсон — выходец из небогатой семьи из штата Риу-Гранди-ду-Сул. Его старший брат Эдмар также занимался футболом, выступал на уровне чемпионата штата за такие команды, как «Гуарани» (Венансиу-Айрис). Также у Эденилсона есть ещё два брата — Илсо и Лусимар. Его родителей зовут Жозе и Мария.
В юношеские годы Эденилсон попал в систему клуба СЭР Кашиас, где и дебютировал на профессиональном уровне в 2009 году. На протяжении 3 лет игрок выступал в Лиге Гаушу, провёл несколько матчей в Кубке Бразилии, а также выступал в Серии C чемпионата Бразилии.

Я выступал в Серии C за «Кашиас» и думал, что постепенно, в несколько этапов, буду расти в карьерном плане, но затем буквально прыгнул в бразильскую Серию A, Кубок Либертадорес и Клубный чемпионат мира. Нужно быть готовым к таким переменам.

В 2011 году Эденилсоном заинтересовались несколько сильных клубов, включая зарубежные. Среди них были оба гранда футбола Гаушу — «Интернасьонал» и «Гремио», а также московский «Спартак». В середине года агент футболиста Жорже Машадо был близок к заключению сделки с «Палмейрасом», но в последний момент заключил соглашение с другим клубом из Сан-Паулу, «Коринтиансом».
Эденилсон провёл в Серии A 2011 года 26 матчей и помог своей новой команде стать чемпионом Бразилии. В 2012 году Эденилсон провёл семь матчей в розыгрыше Кубка Либертадорес, который впервые завоевал «Коринтианс». В Серии A он сыграл 23 матча, в которых забил два гола (в ворота «Фламенго» 11 октября и «Интернасьонала» 19 ноября). В декабре того же года Эденилсон стал победителем Клубного чемпионата мира, однако на поле в двух матчах турнира он не появлялся.
В 2014—2017 годах выступал в чемпионате Италии. Права на футболиста принадлежат «Дженоа», в сезоне 2016/17 выступал на правах аренды за «Удинезе». В марте 2017 года был отдан в аренду в «Интернасьонал» до 30 июня 2018 года.

## Достижения
- Чемпион штата Сан-Паулу (1): 2013
- Чемпион Бразилии (1): 2011
- Обладатель Кубка Либертадорес (1): 2012
- Обладатель Рекопы (1): 2013
- Победитель Клубного чемпионата мира (1): 2012 (не играл)